# サミュエル・ペプロー
サミュエル・ペプロー（Samuel John Peploe、1871年1月27日 - 1935年10月11日）はスコットランドのポスト印象派の画家である。「スコティッシュ・カラリスト」と呼ばれる、鮮やかな色使いを特徴とする画家のグループの一人である。

## 略歴
エディンバラの銀行の役員の息子に生まれた。1893年から1894年の間、スコットランド王立美術院で学んだ後、パリに渡り、私立の美術学校、アカデミー・ジュリアンとアカデミー・コラロッシで学んだ。1895年からオランダを旅し、レンブラントやフランス・ハルスの作品を模写して修行した。
1901年から北フランスやオランダのヘブリディーズ諸島を友人のジョン・ダンカン・ファーガソン(1874–1961)と写生旅行し、明るい光の下の風景を描いた。1920年代になって、ペプローと共に絵を描いた、フランシス・カデル（Francis Cadell:1883–1937)を含め、ファーガソンやペプローは「スコティッシュ・カラリスト」と呼ばれることがある。
1910年に、結婚し、1910年から1912年の間はパリに滞在し、エドゥアール・マネに影響を受けた。多くの静物画、風景画を描いた。荒いタッチや絵の具を盛り上げる技法（impasto）を用いた。1912年にスコットランドに戻ったが、画商たちはペプローの絵を扱ってくれなかったので、自ら展覧会を企画し開かなければならなかった。各地を友人と写生旅行し、1920年代にはキャデルと何回かの夏をスコットランド西岸の島、アイオナ島で過ごした。
エディンバラで没した。息子のデニス（Denis Frederic Neal Peploe: 1914–1993)も画家、彫刻家になった。

## 作品
- リュクサンブール公園
- 浮世絵のある室内
- 緑色の花瓶と花
- カシスの風景
- 南フランスの風景
- Kirkcudbright
- 藁束
- コーヒーポットのある静物画